# Corydalis haussknechtii
Corydalis haussknechtii är en vallmoväxtart som beskrevs av Lidén. Corydalis haussknechtii ingår i släktet nunneörter, och familjen vallmoväxter. Inga underarter finns listade i Catalogue of Life.